# Hadigny-les-Verrières
 Hadigny-les-Verrières  es una población

## Demografía
| 235 | 253 | 209 | 345 | 351 | 350 |
| Para los censos de 1962 a 1999 la población legal corresponde a la población sin duplicidades (Fuente: INSEE [Consultar]) |     |     |     |     |     |